# Pyramide de Mérétitès II
La pyramide de Mérititès II a été découverte par Audran Labrousse, directeur de la « Mission archéologique française de Saqqâra ».